# Бєлоус Андрій Анатолійович
Андрі́й Анато́лійович Бєлоу́с (1999—2023) — старший солдат Збройних сил України, учасник російсько-української війни.

## Життєпис
Народився 8 липня 1999 року в селі Старовірівка Харківської області. Після закінчення школи навчався в Рокитненському професійно-аграрному ліцеї. Здобув спеціальність водія та автослюсаря.
У 2020 році підписав контракт зі Збройними силами України, був водієм у 93-й механізованій бригаді.
Брав участь у визволенні Тростянця від російських окупантів.
15 березня 2023 року зазнав кульового поранення, згодом повернувся у стрій.
Загинув 5 грудня 2023 року в районі села Кліщіївка Донецької області.

## Нагороди
- Орден «За мужність» II ступеня (20 вересня 2024, посмертно) — за особисту мужність, виявлену у захисті державного суверенітету та територіальної цілісності України, самовіддане виконання військового обов'язку[1].
- Орден «За мужність» III ступеня (30 червня 2023) — за особисту мужність, виявлену у захисті державного суверенітету та територіальної цілісності України, самовіддане виконання військового обов'язку[2].
- Медаль «За військову службу Україні» (26 червня 2022) — за особисту мужність і самовіддані дії, виявлені у захисті державного суверенітету та територіальної цілісності України, вірність військовій присязі[3].